# Espirro reverso
Espirro reverso ou respiração paroxística inspiratória é um fenômeno observado em cães, particularmente naqueles com crânios braquicéfalos. A sua causa exata é desconhecida, mas pode ser devido à irritação nasal, da faringe, ou da fístula (como uma alergia), uma tentativa do cão para remover o muco, ou pela excitação excessiva, devido a apresentar atividade. É caracterizada por uma rápida e repetida inalação forçada passando através do nariz, acompanhada de sons de ronco ou engasgos. Embora possa ser angustiante para o animal, o fenômeno não é conhecido por ser prejudicial. A maioria dos cães são completamente normais antes e depois de tais episódios. Além disso, a maioria dos cães têm episódios de espirro reverso repetidos ao longo das suas vidas.